# 세종특별자치시보건환경연구원
세종특별자치시 보건환경연구원(世宗特別自治市 特別市保健環境硏究院)은 세종특별자치시의 보건·환경에 관한 검사 및 연구 업무를 분장하는 세종특별자치시의 직속기관이다.